# 로얄크라운 콜라

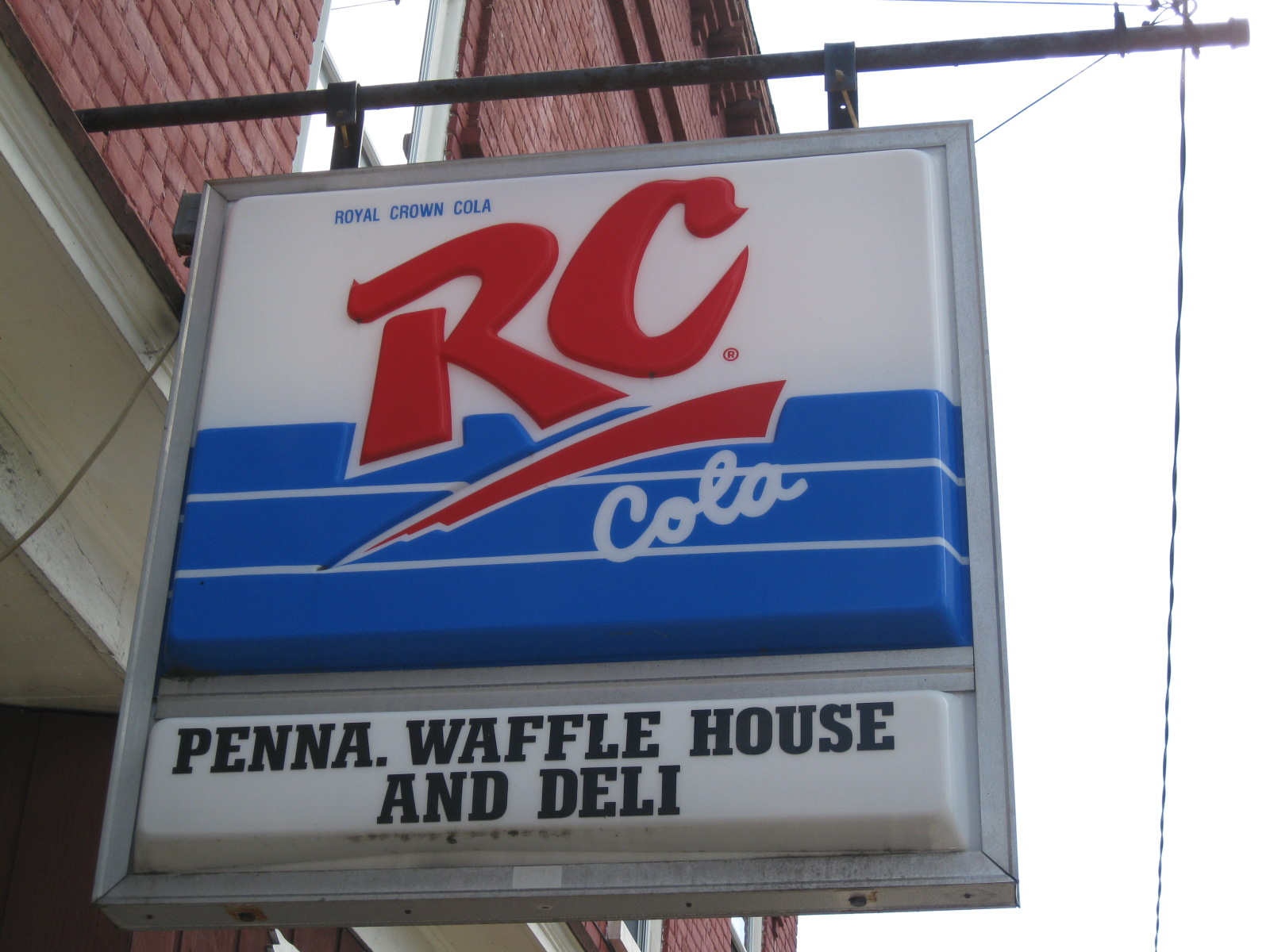
저지쇼어에 위치한 RC콜라 간판

RC콜라(RC Cola, 형식적으로는 로얄 크라운 콜라(영어: Royal Crown Cola)는 클라우드 A. 해처가 1905년에 개발하여 설립시킨 미국의 콜라 브랜드이다. 현재 RC콜라는 미국의 닥터페퍼의 모기업인 큐리그 닥터페퍼와 동시에 글로벌 사업을 위한 RC Global Beverings Inc.가 각각 나누어 소유 및 유통을 담당한다. 대한민국에서는 1997년부터 2002년까지 일화에서 RC콜라를 생산한 적이 있었다.  RC콜라는 세계 최초의 다이어트 콜라로 유명하다.

## 같이 보기
- 닥터페퍼
- 코카콜라
- 펩시
- 콤비콜라
- 잉카 콜라
- 오픈콜라
- 815콜라
- 맥콜